# Német konyhaművészet
Német gasztronómia néven a különböző, Németországban uralkodó főzési irányzatokat foglalhatjuk össze. Tehát nincs egybefüggő „német konyha”, hiszen minden régió saját, egyedi ételekkel rendelkezik. A déli régiók konyhája, mint Bajorország és „Schwaben” (és gyakran ide sorolható Ausztria és Svájc is), rengeteg hasonlóságot mutat. A délnyugati országrészben erős a francia, a nyugati határvidéken a holland, a keleti végeken a kelet-európai országok konyhájának befolyása.

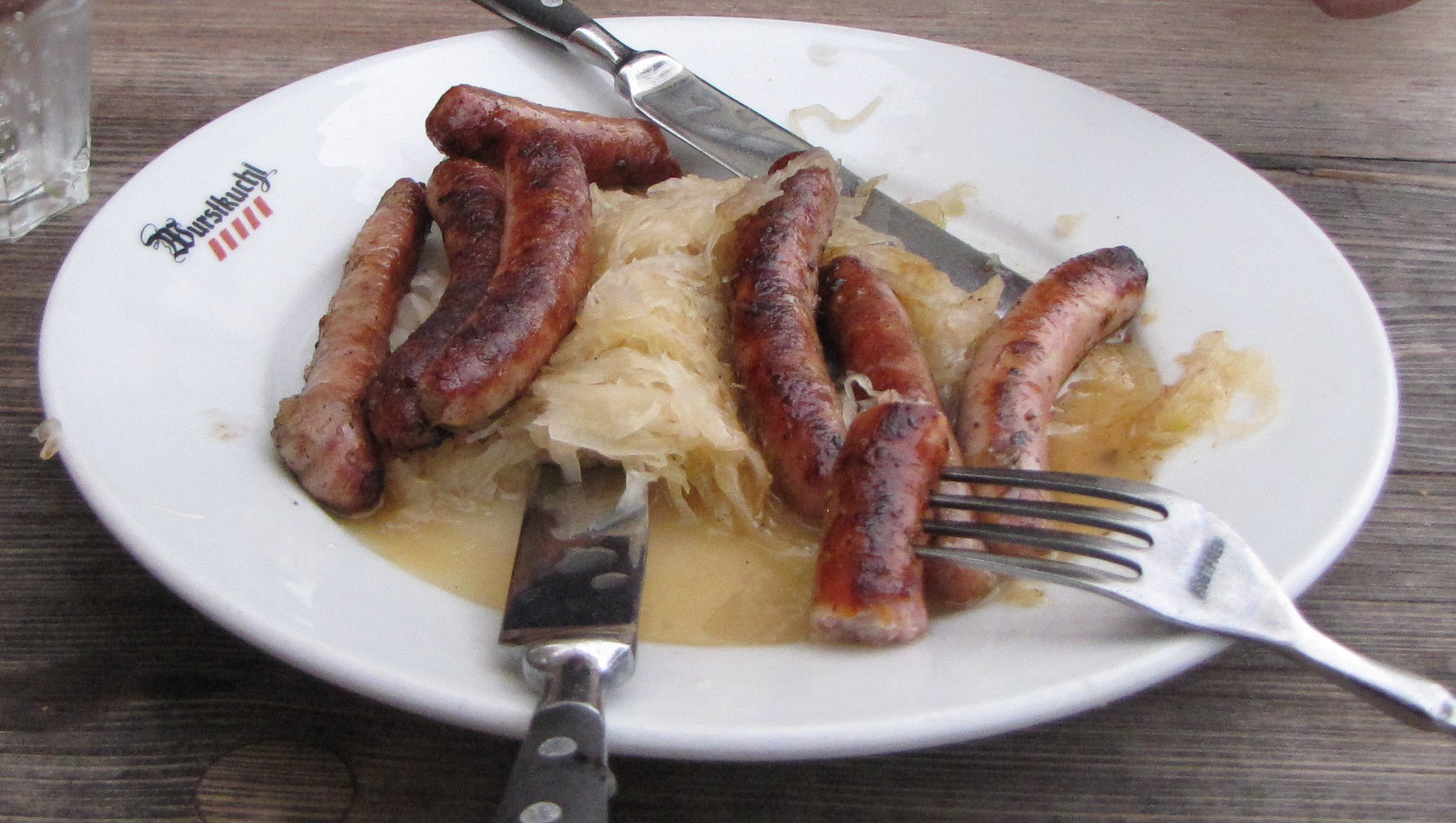
A legszélesebb körben elterjedt tradicionális étel: sült kolbász és a savanyú káposzta, Bratwurst und Sauerkraut

## Általánosságban
A német ételekről legtöbbször a nehéz, zsíros fogások jutnak eszünkbe. Az idegeneknek először a „Sauerkraut” ugrik be, pedig ez minden vidéken más és más. Sok német a melegkonyha fogalmára az „Eintopf”ra (egytálétel) gondol. Általánosságban megállapíthatjuk, hogy a német konyha a nehéz, húsos ételeket részesíti előnyben. Ez Németország relatív északi fekvésével igazolható, hisz a zord tél idején a kalóriapótlásra különös figyelmet kell fordítani. Ez kicsúcsosodik a sok burgonyakészítményben (bár a burgonyát csak néhány évszázada ismerik Európában, mégis Németország a világ legnagyobb burgonyafelhasználói közé tartozik) és ugyanígy a savanyú káposzta, ami a téli időszakban a C-vitamin-pótlást biztosítja, hiszen nem sok gyümölcs terem meg az országban. Ugyanez látható a kenyérfélék sokaságában is.
A tipikus német hússzállítók a sertést ajánlgatják, mialatt a marha és a szárnyastermékek is egyre kedveltebbek lesznek. Németország a kolbászfélék hihetetlen gazdagságát produkálja, de gyakran semmitmondó, vagy egyenesen irritáló nevek alatt forgalomba hozva.

## Étkezési szokások
Tradicionálisan az ebéd a fő étkezés, amit 12 és 14 óra között fogyasztanak el. A vacsora leggyakrabban csak néhány falat vagy egy szendvics. Az utóbbi idők vándorló munkabeosztása oda vezetett, hogy sok német főétkezése estére tolódott. A reggeli zsemle, pirítós vagy kenyér, mézzel, vagy lekvárral, néhány szelet felvágott vagy sajt. Nagyon kedvelt a müzli tejjel, joghurttal vagy más tejtermékkel fogyasztva.

## Hús és hal
A sertés-, marha- és szárnyas a legkedveltebb húsféleségek. Az utóbbiak közül a tyúk és a vadkacsa a legtöbbször felhasznált, de liba és pulyka is gyakran kerül az asztalra. Az ökörhúst is gyakran fogyasztják, többnyire főve. Vadászati szezonban a vad is nagyon kedvelt, elsősorban a vaddisznó, a nyúl és az őz. A birka és a kecske, bár a kereskedelemben kaphatók, a legtöbb vidéken nem túl népszerűek. A lóhús néhány vidék specialitásaként fellelhető, de nem különösebben gyakori. Gyakran kolbászként fogyasztják a húst, és tipikus német szokás a darált húsból ún. „Hackepeter” fűszerezett húskrém készítése.
A legszélesebb körben elterjedt tengeri hal még mindig a hering, a legkülönfélébb elkészítési módozatokkal. Szintén gyakori a lazac fogyasztása az egész országban. Az édesvízi halak közül a pisztráng áll az első helyen az étlapokon, de pontyot és keszeget is gyakran szolgálnak fel. Szintén nagyon kedvelt a fogas vagy más néven süllő is. A tenger gyümölcsei elsősorban az északi és a keleti tenger régióiban elterjedtek. A halat gyakorta grillezve tálalják.

## Zöldségek
A zöldségfélék elsősorban a különböző egytálételek (talán a mi főzelékeink rokonai) és a zöldséglevesek alapanyagai, de sokszor szolgálnak köretként is. A karotta, a répafélék, a répához szinte mindig hozzátartozó brokkoli, paraj, borsó, bab, kelkáposzta a legtöbbször használt, ehhez jönnek a salátafélék, paradicsom, uborka. A sült hagyma az ország szinte egészében a grilltányér hozzávalója, ugyanakkor a hagymát a bajorok szinte nem is használják.

## Köretek
Németországban – nem úgy mint Franciaországban, Nagy-Britanniában vagy az olaszoknál – az ételek ára rendszerint a köreteket is tartalmazza. A tészta vastagabb mint az olasz, és rendszerint tojássárgával készül. A déli országrészben a tésztafélék túlnyomó többsége a „Spätzle” (talán a mi galuskánkhoz hasonlít leginkább), ami óriási mennyiségű tojássárgát tartalmaz. Ezt a köretet fogyasztják magában is kevés tejszínnel és sajttal összeforralva, amire tálaláskor pirított hagymakarika kerül. De kedvelik még az úgynevezett Bandnudelt, vagyis a metélttésztát is. A tésztaköretek között említésre méltó még a Fingernudel, ami nálunk a rövid csőtésztának felel meg. A tésztán kívül a burgonya és a különböző gombócfajták a legismertebb köretek. A burgonyából készítik például a nálunk is ismert hercegnő-, vagy pirított burgonyát. De gyakran fogyasztanak burgonyapürét és sósburgonyát is. Grillen készült (többnyire erős rostozatú) húsételekhez fóliás burgonyát adnak. A menzákon és a gyorséttermekben nagy halom hasábburgonyát készítenek, akár köretként, akár önálló főételként. A Németországban kínált ételek többségéhez ajánlható még gratinírozott (vagyis csőben sült) burgonya. A kukoricadarából készített köretüket polentának hívják. A polenta (nálunk puliszka) elkészítéséhez a kukoricadarát sűrűre megfőzik, félhold alakú formákba öntik, és tálalás előtt mindkét oldalát grillen megpirítják.

## Fűszerek és fűszernövények
A mustár kedvelt velejárója a kolbászoknak, és gyakran nagyon erős. Az ország déli részén ismert egy édes változata (Bajorországban nürnbergi, Ausztriában kremsi mustár), amit csaknem kizárólag a bajor fehérkolbászhoz és a „Leberkäs”hez (Magyarországon húskenyérként ismert) kínálnak. A torma szintén ismert fűszeralapanyag. A fokhagyma, ami jellegzetes szaga miatt hosszú ideig kimondottan mellőzött volt, soha nem játszott számottevő szerepet a tradicionális német konyhaművészetben, az utóbbi évtizedekben azonban francia és olasz behatásra egyre erősödő népszerűségnek örvend. Általánosságban a német ételek sem túl erősek, sem túl fűszeresek, a kedvenc zöldfűszerek hagyományosan többek között a petrezselyem, kakukkfű, babérlevél és a metélőhagyma, a fűszerek pedig a fehér bors, a boróka és a fűszerkömény.
Más, időközben megkedvelt fűszerek például a bazsalikom és az oregánó, valamint az utóbbi időben a csilipaprika is.

## Tejtermékek
Németország egyike azon országoknak, ahol a tejtermékeket a legsokoldalúbban használják fel. A sajtféleségek sokasága mellett – amelyek között olyan különlegességek is találhatók, mint a savanyú tejből készített Harzer – különböző túrófajták, joghurt, író, kefir és aludttejkészítmények színesítik a palettát.

## Kenyér
Feltűnő, hogy Németországban milyen sokféle különböző kenyérfajtát találhatunk, mint például a „Pumpernickel” (egy vesztfáliai rozsdarából készült kenyér), a „Mischbrot” kevert kenyér, „Vollkornbrot” egész magos kenyér stb. hagyományosan valamennyi barna avagy feketekenyér-fajta, a 20. században pedig számolatlanul terjedtek a fehérkenyér fajtái. Ez a kenyérsokféleség a magyarázat arra, hogy még az USA-ban is sikeres „német” pékségek találhatók.

## Desszertek
A torták és sütemények sokasága mind friss almából, szilvából, szamócából, körtéből vagy rebarbarából készül. A sajttorta is kedvelt tortaféleség. Amióta az 1920-as években olasz fagylaltosok az első külföldi fagyizót megnyitották az országban, a fagylalt is kedvelt édesség.

## Az italfogyasztási szokások
A kávé fogyasztása nemcsak a reggeli részeként, hanem a délutáni „kávé és sütemény” időszakában is népszerű. Északon, mindenekelőtt a keleti tartományokban szívesen isznak teát is. Ezenkívül az ország egészében mint nemzeti italt isszák a sört, mindenekelőtt a pilzeni típusút, de szinte minden városnak megvan a saját sörfajtája.
A mai időkben gyakran keverik a sört limonádéval (Fanta, Sprite), amit délen „Radler”nek, vagy „fröccs”nek, északon „Alster”nek hívnak. Berlinben a „Potsdamer” divatos, ami egy üdítőital (talán a nálunk kapható Almdudlerhez hasonlít) és sör keveréke. Kólával keverve dieselnek hívják.
A bor szintén nagyon kedvelt. Németországban 16 bortermő vidéket különböztetnek meg. A szőlőművelés a rómaiakkal Kr. u. 200 körül vette kezdetét a Mosel vidékén. A német bor mindenekelőtt a Rajna-, a Main-, a Mosel-, valamint keleten a Saale-, és az Elba völgyéből, származik. A legismertebb szőlőfajták a rizling és a szilváni. A vörösbor általában kevésbé kedvelt, mint a fehér. Gyakori a fröccs (Weinschorle) fogyasztása is. Az almabor valamint a különböző gyümölcsborok fogyasztása a gyümölcstermő tartományokban, mint például Hessen, Rheinland-Pfalz, Saarland, Baden-Württenberg stb. egyre növekvő tendenciát mutat. Ezek története ugyanúgy visszavezethető, mint a bor története.
Az égetett szeszek fogyasztása az utóbbi időben csökkent, de a felhasználásuk az úgynevezett „alcopop” italokhoz és koktélokhoz növekszik. Világhírű német gyógynövénylikőr az 1930-as évek óta gyártott és több mint nyolcvan országba exportált Jägermeister. Sokféle hagyományos, uniós eredetvédettségű német rövidital is létezik, köztük gyümölcspárlatok, borpárlatok, gabonapárlatok, borókás párlatok, valamint kökény- és más növénylikőrök.
Az alkoholmentes italok közül a dús ásványvíz, az almalé, valamint ezek keverékéből készült „almafröccs” fogyasztása jellemző. A szénsavas üdítőkön kívül a gyümölcslevek és az új üdítőfajták (jeges tea, keverék italok) is nagyon kedveltek. Az utóbbi időben a szénsavmentes ásványvíz fogyasztása is megnövekedett.

## Regionális konyhák

### Dél- és Nyugat-Németország
A határvidéken (Baden, Pfalz, Saar vidék) a szomszédos francia Elzász erőteljes hatása érezhető. Jellegzetes étel a „Flammkuchen” (ami egy hagymás szalonnás tejföllel megrakott, kemencében sült vékony kenyértészta) s hozzá a jellemző Rizling. Szintén jellemző egy könnyedebb főzési stílus, ami a délnyugati régiók kedvezőbb éghajlatára utal. Kivétel talán egyedül a Saar vidékiek nem kimondottan kalóriaszegény „Dibelabbes”e (szalonnás, hagymás burgonyaétel). Innen ismerős a „Schupfnudel” („sufnudli”, magyar neve burgonyametélt, közismerten buci-nudli, angyalbögyörő stb.(P.Z.)) amit „Buwespitzli”nek is hívnak, a cseresznyéből „Kirschenmichel”t csinálnak (meleg édesség), a savanyú káposztát fehérborral főzik, töltik a pfalzi „Saumagen”t (disznósajtszerűség), feldolgozzák a Fekete-erdő vadjait olyan ételeknek, mint az őzgerinc Baden-Baden módra, és megeszik még a szőlőhegyi csigát is badeni csigalevesnek. Innen ered a fekete-erdei cseresznyetorta, és a pfalzi spárgát egész Németországba szállítják.
A svábok ettől eltérően kissé földhözragadtabb konyhát vezetnek. A „Spätzle” a kísérője számos ételnek, mint a hagymás rostélyos, hacsak nem önálló ételként sajtos galuska, lencsés galuska szolgál. A „Maultaschen” (mint nálunk a barátfüle, vagy a derelyék) és a „Gaisburger Marsch” (marhahúsos egytálétel) csakúgy mint a „Schwäbische Wurstsalat” (felvágottsaláta) és a gyakorta sült krumplival fogyasztott „Ochsenmaul-salat” (ökörszájsaláta) innen ered.
Az északi régiók irtózását a belsőségektől a délnyugati régiókban nem osztják. Nem csak a májat és a vesét, de a pacalt és a borjúmirigyet is jóízűen megeszik.
A Bodeni-tóból édesvízi halakat, sebes pisztrángot és keszeget fognak.

### Hessen
Amit egy tradicionális frankfurti almabor-kocsmában felszolgálnak, az jellemző a hesseni konyhára. Ott a vendég választhat az almabora mellé ecetben pácolt, kézzel gyúrt sajtot, amit finomra vágott hagymával tálalnak, frankfurti zöldmártást (zöldfűszeres majonéz) héjában főtt burgonyával, frankfurti bordát savanyú káposztával és burgonyapürével, vagy virslit egy darab kenyérrel mustárral vagy tormával. Lehetőleg a „Bethmänchen”-eket ezekben a kocsmákban ne keressük, csak az adventi időszakban kaphatók!

### Bajorország és Frankország
A bajor konyha a kulturális és földrajzi közelségnél fogva a cseh és az osztrák konyhával rokon. Erre példa a tésztafélék és a gombócok garmadája. Ilyenek többek között a gőzgombóc, szilvás gombóc, zsemlegombóc, májgombóc. Szintén jellemzőek a kitűnő húsételek, mint a ropogós bajor sertéssült, a burgonyagombóc (nyers burgonyából) és a káposztasaláta. Hasonló körettel kínálják a nagyon népszerű vadkacsát is, melyet párolt lila káposztával szolgálnak fel. A bajor étlap fő fogásai közül nem hiányozhat az ökörmell és a süllő sem.
A bajor életmód jellemzője a „második reggeli”, amelyre fehér kolbászt, „leberkas”t vagy sertéskoronát (sült oldalas) esznek. A fehérkolbászt és a „Leberkäse”t édes mustárral és pereccel eszik, a sertéskoronához tormát és nehéz fekete kenyeret adnak. Szívesen isznak hozzá világos vagy búzasört, amit Bajorországban még a munkahelyeken is megengednek.
A frank konyha nem csak a nürnbergi ostyáról és a sült kolbászról híres. A kolbászt gyakorta „Blaue Zipfel”-ként (fűszeres lében párolt kolbász) eszik, Értékelik a „Nürnberger Gwärch”et (egy hússaláta-féle), a „Schäufelé”t (sült sertéslapocka) burgonyagombóccal, és a bambergi hagymát (hússal töltött hagyma bambergi sörrel tálalva). A kávéhoz pedig „Knieküchlé”t (fánkszerű kelt tészta) esznek.

### Északnyugati régió
Az északnyugati tartományokra (Niedersachsen, Bremen, Hamburg, Schleswig-Holstein, Westfalen) a tenger közelsége, és a mélyföldek és meddők tulajdonságai nyomják rá a bélyegüket. A burgonyaételek és a rozskenyér nagyon karakterisztikus, ugyancsak a hajdinaételek Holstein vagy a Lüneburger Heide tájegységben, mint a például a holsteini hajdinagombóc, a halételek (füstölt angolna, hering), nehéz sertéshús-kolbászok (Bregenwurst, Kohlwurst) és a szalonna gyakori használata – halakhoz szalonnamártás – és a leveles kel. Híres a leveleskel-főzelék „Pinkelwurst”tal (szabad fordításban: fütyi-kolbász, a mi hurkánkhoz hasonlít).
Ebből a régióból származik a „Pharisäer” (farizeus), egy kávéból és rumból álló ital. Szintén jellemző a „Dithmarische Mehlbeutel” (egy szalvétában kifőzött tésztaféle, amit köretként vagy édességként esznek), a „Birnen, Bohnen, und Speck” (babos körte szalonnával), a hamburgi angolnaleves (amiben angolnának nincs keresnivalója), „Franzbrötchen” (Ferenc-zsemle, édesség blundel-tésztából), „Labskaus” (egy pácolt húsból, céklából, ecetes uborkából, pácolt heringből készített kásaféleség, mely régen a tengerészek étele lehetett), és a „Lübecker National” (főzelékféle tarlórépából, sertéshúsból és burgonyából.)
Vesztfália jellemző étele például a „Pfefferpotthast” (marhahúsból készült pörköltféle), „Hasenpfeffer” (nyúlragu) és a „Panhas” (disznóölés után az abálólé besűrítésével nyert sűrű kása, melegen káposztával, hidegen kenyérrel fogyasztva), valamint a „Pumpernickel” (kenyérfajta).
A hagyományos desszert a „Rote Grütze” (vörös bogyós gyümölcsök keveréke), amit tejjel vagy lazán felvert tejszínnel fogyasztanak. A sütemény a „Braune Kuchen” (mint a mézes puszedli).

### Észak-Rajna
Az észak-rajnai konyha egyik oldalról a közeli belga és holland befolyást mutatja, a másik oldalról a Rajna völgyének különlegességét. A kölniek nemcsak hogy hagyományosan kedvelik a lóhúst (a rajnai „Sauerbraten” fő alapanyagát), hanem a kölni sör, a Kölsch tradicionális kísérőjét, a „Halve Hahn”t (fél kakas) is, aminek ugyan semmi köze a baromfik e nemes képviselőjéhez, hiszen az csak egy rozscipó közepesen érett Goudával, és a „Kölsche Kaviar”t (ami ezek után természetesen nem halikra, hanem véres hurkából készített finomság).
Ugyancsak értékelik a kék kagylót, valamint a „Bergische Kaffetafel”ként elnevezett vendégváró vegyes ízelítőt, a „schnippelbohnen-suppé”t (egy húsos zöldbableves), a „Pfannkuchen”t (palacsintaféléket), és a „Kartoffelpuffer”t (reszelt burgonyából készült lepényke, amit almapürével esznek).

### Északkelet-Németország
Az északkeleti régiók konyhája ízletes, és nem mentesülhetett az egykori szomszédok, mint például a kelet porosz befolyása alól. Berlinből származik az „Eisbein” (csülök, amit Berlinben főzve készítenek), a „Kasseler” (pácolt, füstölt sertéskaraj vagy tarja), „Bockwurst” (a mi virslink szinonimája), „Bulette” (húspogácsa) és a „Currywurst” (sült kolbász ketchupos currymártással). A kelet-európai fogások, mint a szoljánka és a lecsó itt nagyon népszerűek. Ehhez jönnek még a hagyományos halételek, különösen a keleti tengeri Dorsch, valamint a Binneni-tavon vagy a Spreewaldon fogott csuka, fogas és pisztráng. Távolabb a burgonya, a répa, az uborka és a vadételek játszanak jelentős szerepet. Különösen Brandenburg híres a tortáiról és süteményeiről.

### Közép-Németország
A középnémet vidék (Szász-Anhalt, Türingia és Szászország) mindenekelőtt ízletes konyhájáról és kitűnő söreiről híres. Itt is népszerűek a kelet-európai ételek, mint a szoljanka és a lecsó. De a magdeburgi dombok, a lipcsei mélyföld, a Türingiai-medence és a középszász hátság kitűnő termőföldje, ami a mezőgazdaság számára nagyon értékes, bőséggel terem a konyha számára zöldséget és gyümölcsöt.
Szász-Anhalt az otthona a halberstädti kolbásznak, valamint olyan cukrászremekeknek, mint a salzwedeni fatörzstorta. Harz messze földön híres vadjairól és a harz-i sajtról, ami egy nagyon alacsony (mintegy 1%) zsírtartalmú, kézzel savanyított tejből készített sajt. Délen ezenkívül szőlőművelés és borkészítés is folyik. Az északi fekvés csak a savhangsúlyos, kissé szénsavas fajtáknak kedvez, mint például a fehér burgundi (Mo-on pinot Blanc). Freyburgban található ugyanakkor Németország legnagyobb pezsgőelőállítójának, a „Rotkäppchen”nek a központja.
Türingiából – amelynek Bajorország és Frankország a szomszédja – származik a türingiai gombóc (nyers és főtt burgonyából vegyesen készül), és a türingiai kolbász (melyet roston sütnek). Az országrész a minőségi kolbászkészítés csúcsa. A tészták, gombócok, mindene a burgonya. A Saali-medencében és Jénában a jó borok is kedveltek.
Szászországban, ahol mind az osztrák, mind a cseh befolyás erős, van az otthona a „Leipziger Allerlei”-nek (vegyes zöldségek rákvajon párolva) és a Dresdener Stollenak (a mi püspökkenyerünkhöz hasonló édesség). Az osztrák kulturális közelség megmutatkozik a kávékülönlegességek kedvelésében, a finomsüteményekben és az általános kávéházi tradíciókban.
Emellett Szászország a csúcsminőségű finompékáru és a sörkészítés hazája is.
Az Elba völgyében termett szász borok minőségükben nagyon nagy értékűek.

## Új tendenciák
Miután a német konyhára hosszú ideig mint durva és kevéssé kifinomultra tekintettek, egyre nagyobb igény jelentkezik, egy „finom” német konyhára. A helyi, jó minőségű, évszaknak megfelelő anyagok felhasználásával, és a készítési technológiák tökéletesítésével megkísérlik bebizonyítani, hogy a német konyha felveheti a versenyt a nemzetközi haute cuisine irányzataival. E folyamat egyik úttörője a müncheni Tantris étterem séfje, az osztrák származású Eckart Witzigmann volt.
Egy másik híres szakács például Vincent Klink.
Újabban egy örömteli folyamat a régi, csaknem feledésbe merült zöldségfélék visszahódítása, mint például a pasztinák, a petrezselyemgyökér, vagy a tengerparti tátorján. Még az 1900-as századfordulón ezek az alapanyagok a szakácskönyvek lapjain fellelhetők voltak.
Manapság erős külföldi befolyás érezhető Németországban. Kedvelt étekké vált az olasz pizza és spagetti, a török döner, ami szinte német nemzeti eledellé vált. Összességében a dönerrel több mint kétszer annyi forgalmat bonyolítanak Németországban, mint a vezető amerikai gyorsétteremláncok együtt. Ezenkívül rengeteg görög, indiai és kínai étterem is működik.

## Fordítás
- Ez a szócikk részben vagy egészben  a   Deutsche Küche című Német Wikipédia-szócikk fordításán alapul.  Az eredeti cikk szerkesztőit annak laptörténete sorolja fel. Ez a jelzés csupán a megfogalmazás eredetét és a szerzői jogokat jelzi, nem szolgál a cikkben szereplő információk forrásmegjelöléseként.